# Leste da Inglaterra
O Leste de Inglaterra (East of England, em inglês) é uma das nove regiões oficiais da Inglaterra no primeiro nível de Nomenclatura Comum das Unidades Territoriais Estatísticas (NUTS) para fins estatísticos. Foi criado em 1994 e foi adotado para as estatísticas a partir de 1999. Ele inclui os condados cerimoniais de Bedfordshire, Cambridgeshire, Essex, Hertfordshire, Norfolk e Suffolk. Essex tem a maior população na região.
Sua população na ocasião do recenseamento de 2011 era de 5.847.000. A parte sul da região encontra-se na Área Metropolitana de Londres.

## Administração local
As regiões oficiais consistem das seguintes subdivisões:
| Mapa                    | Condado cerimonial           | Condado shire / unitário | Distritos        |
| ----------------------- | ---------------------------- | --- | ---------------- |
|                         | Essex                        | 1. Thurrock U.A. | 1. Thurrock U.A. |
| 2. Southend-on-Sea U.A. | Essex                        | |                  |
| 3. Essex                | Essex                        | a) Harlow, b) Epping Forest, c) Brentwood, d) Basildon, e) Castle Point, f) Rochford, g) Maldon, h) Chelmsford, i) Uttlesford, j) Braintree, k) Colchester, l) Tendring |                  |
| 4. Hertfordshire        | 4. Hertfordshire             | a) Three Rivers, b) Watford, c) Hertsmere, d) Welwyn Hatfield, e) Broxbourne, f) East Hertfordshire, g) Stevenage, h) North Hertfordshire, i) St Albans, j) Dacorum     |                  |
| Bedfordshire            | 5. Luton U.A.                | 5. Luton U.A. |                  |
| Bedfordshire            | 6. Bedford U.A.              | |                  |
| Bedfordshire            | 7. Bedfordshire Central U.A. | |                  |
| Cambridgeshire          | 8. Cambridgeshire            | a) Cambridge, b) South Cambridgeshire, c) Huntingdonshire, d) Fenland, e) East Cambridgeshire                                                                           |                  |
| Cambridgeshire          | 9. Peterborough U.A.         | |                  |
| 10. Norfolk             | 10. Norfolk                  | a) Norwich, b) South Norfolk, c) Great Yarmouth, d) Broadland, e) North Norfolk, f) Breckland, g) King's Lynn and West Norfolk                                          |                  |
| 11. Suffolk             | 11. Suffolk                  | a) Ipswich, b) Suffolk Coastal, c) Waveney, d) Mid Suffolk, e) Babergh, f) St. Edmundsbury, g) Forest Heath                                                             |                  |